# Вілланцгайм
Вілланцгайм (нім. Willanzheim) — громада в Німеччині, розташована в землі Баварія. Підпорядковується адміністративному округу Нижня Франконія. Входить до складу району Кітцинген. Складова частина об'єднання громад Іфофен.
Площа — 25,19 км2. Населення становить 1597 ос. (станом на 31 грудня 2020).